# Ruthenia Đỏ
Ruthenia Đỏ, hay  Rus' Đỏ, Hồng Nga, Nga Đỏ (tiếng Latinh: Ruthenia Rubra; Russia Rubra; tiếng Ukraina: Червона Русь, đã Latinh hoá: Chervona Rus'; tiếng Nga: Красная Русь, đã Latinh hoá: Chervonnaya Rus'), là một thuật ngữ được sử dụng từ thời Trung cổ để chỉ các thân vương quốc phía tây nam của Nga Kiev, là Peremyshl và Belz. Hiện nay khu vực bao gồm một bộ phận của Tây Ukraina và các phần lân cận của miền đông nam Ba Lan. Khu vực đôi khi cũng bao gồm một phần của Tiểu Ba Lan, Podolia, Ukraina hữu ngạn và Volyn. Khu vực có trung tâm tại Przemyśl (Peremyshl) và Belz, các thành phố chính là Chełm, Zamość, Rzeszów, Krosno và Sanok (nay thuộc Ba Ln), và Lvov và Ternopil (nay thuộc Ukraina).
Tên gọi Ruthenia Đỏ lần đầu tiên được nhắc đến trong một biên niên sử Ba Lan năm 1321, là bộ phận của Ruthenia được Kazimierz Vĩ đại hợp nhất vào Ba Lan trong thế kỷ 14. Khi Rus' tan rã, Ruthenia Đỏ bị tranh giành giữa Đại công quốc Litva, Vương quốc Ba Lan, Vương quốc Hungary và Vương quốc Galicia–Volyn. Sau Chiến tranh Galicia–Volyn, trong khoảng 400 năm hầu hết Ruthenia Đỏ trở thành một phần của Vương quốc Ba Lan với vị thế tỉnh Ruthenia.
Một số ít người dân tộc Ba Lan đã sống từ đầu thiên niên kỷ thứ hai ở các vùng phía bắc của Ruthenia Đỏ. Từ ngoại danh "người Ruthenia" thường dùng để chỉ các thành viên của sắc tộc Rusyn và/hoặc Ukraina và ám chỉ Nga.

## Lịch sử

### Dân tộc học

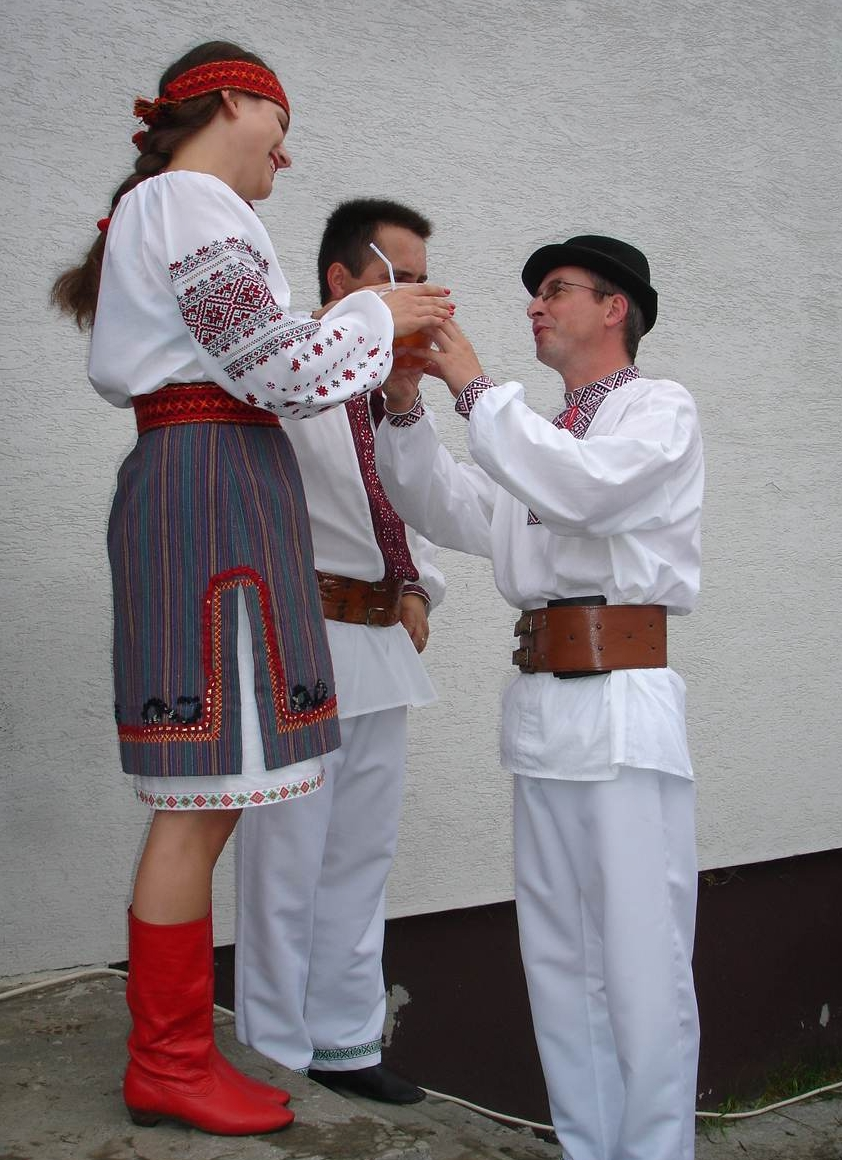
người Lemko trong trang phục dân gian từ Mokre, gần Sanok

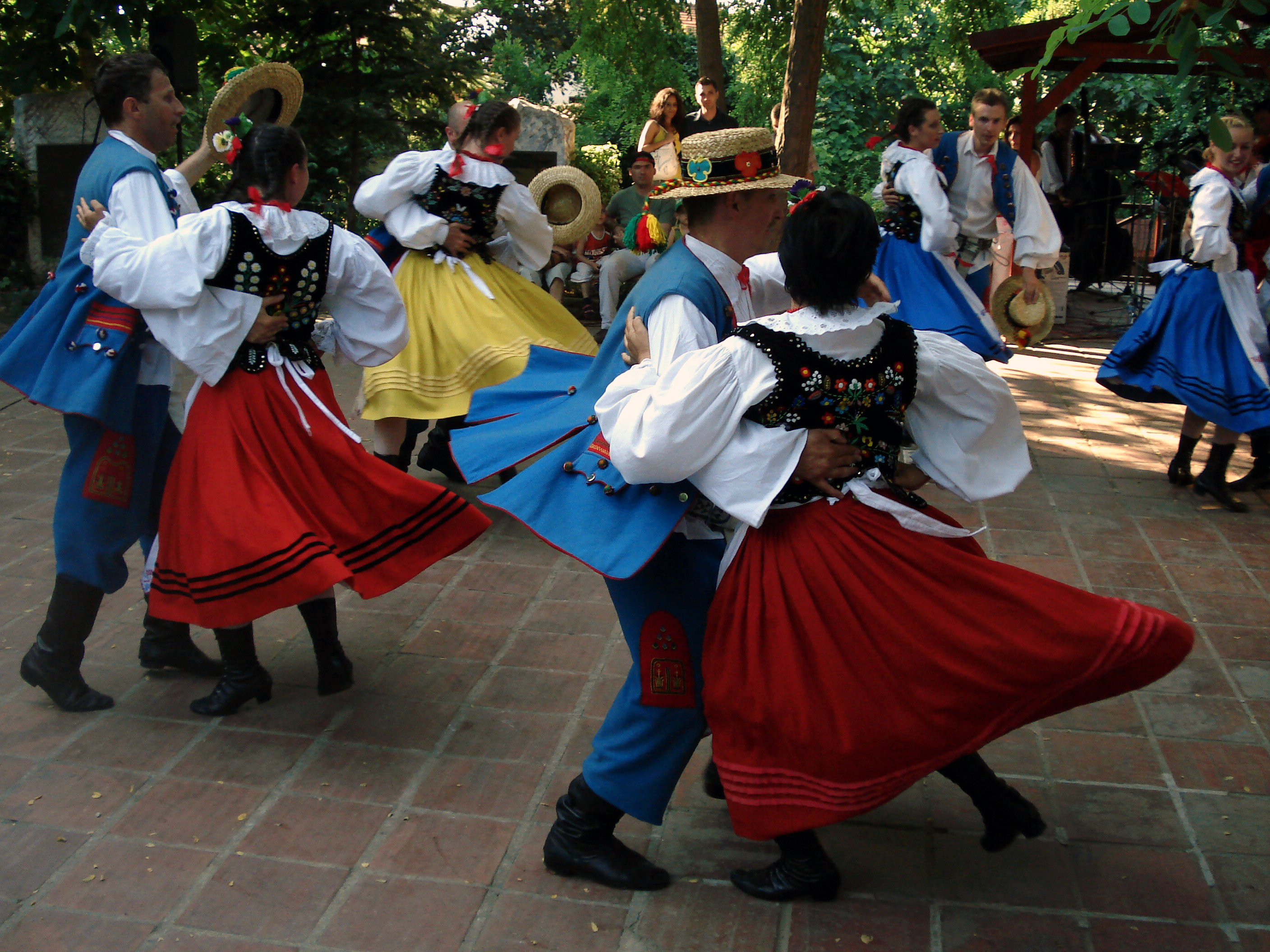
Trang phục dân gian Pogórzanie

Các cư dân đầu tiên được biết đến tại phần phía bắc của Ruthenia Đỏ là người Lendia và người Croat Trắng, trong khi các phân nhóm của người Rusyn như người Boyko và người Lemko thì sống ở phía nam.

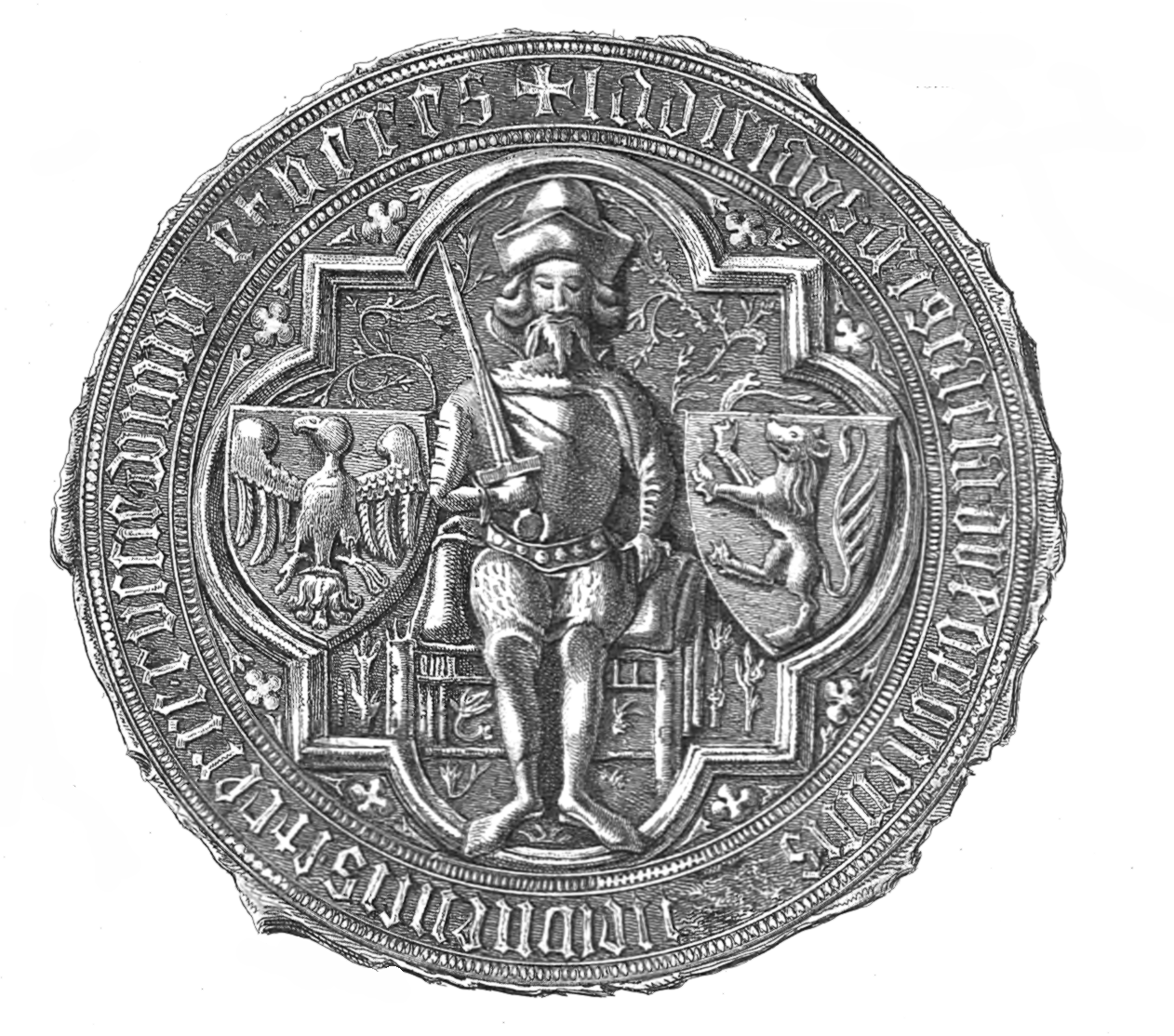
Con dấu công tước của Vladislaus II của Opole (Władysław Opolczyk): "Ladislaus Dei Gracia Dux Opoliensis Wieloniensis et Terre Russie Domin et Heres" (khoảng 1387)

Sau đó Walddeutsche ("người Đức Rừng"), người Do Thái, người Armenia và người Ba Lan cũng là một bộ phận cư dân. Theo Marcin Bielski, mặc dù Bolesław I Dũng cảm cho định cư người Đức trong khu vực nhằm phòng thủ biên giới chống lại Hungary và Kiev Rus' nhưng những người định cư lại trở thành nông dân. Maciej Stryjkowski mô tả các nông dân Đức gần Rzeszów, Przemyśl, Sanok, và Jarosław là các nông dân tốt. Kazimierz Vĩ đại cho định cư người Đức trên biên giới của Tiểu Ba Lan và Ruthenia Đỏ để thắt chặt lãnh thổ đã giành được với phần còn lại của vương quốc. Khi xác định cư dân Ba Lan hậu kỳ Trung cổ, thuộc địa hóa và di dân Ba Lan đến Ruthenia Đỏ, Spiš và Podlachia (được người Ukraina gọi là Mazury—các di dân nông dân nghèo, chủ yếu từ Mazowsze) cần được xem xét.
Trong nửa sau của thế kỷ 14, người Vlach đến từ phần đông nam dãy núi Karpat và nhanh chóng định cư trên khắp miền nam Ruthenia Đỏ. Mặc dù trong thế kỷ 15, người Ruthenia đã có được chỗ đứng, nhưng mãi đến thế kỷ 16, cư dân Wallachia ở dãy núi Bieszczady và Hạ Beskid mới bị Ruthenia hóa. Từ thế kỷ 14 đến thế kỷ 16, Ruthenia Đỏ trải qua quá trình đô thị hóa nhanh chóng, dẫn đến hơn 200 thị trấn mới được xây dựng theo mô hình của Đức (hầu như không được biết đến trước năm 1340, khi Ruthenia Đỏ là Vương quốc Galicia-Volyn độc lập).

### Lịch sử chính trị

#### 1199 đến 1772

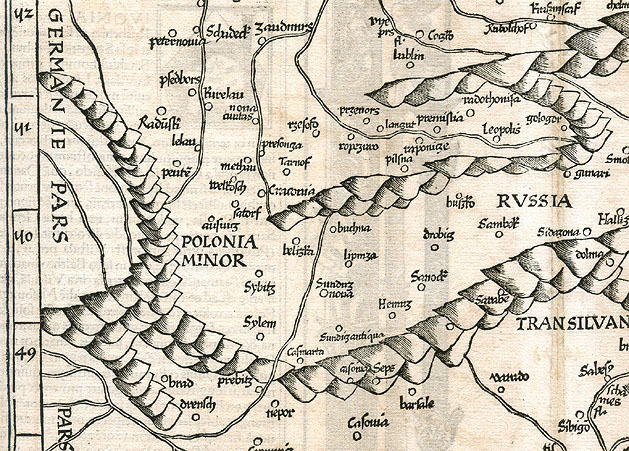
Bản đồ Tiểu Ba Lan và Ruthenia năm 1507 (Polonia Minor; Russia); của Martin Waldseemüller

Vào sơ kỳ Trung cổ, khu vực này là một phần của Kiev Rus' và từ năm 1199 là Vương quốc Galicia–Volyn độc lập.
Khu vực nằm dưới quyền kiểm soát của Ba Lan vào năm 1340, khi Kazimierz Vĩ đại đoạt lấy nó. Trong thời gian trị vì từ năm 1333 đến năm 1370, Kazimierz Vĩ đại đã thành lập một số thành phố, đô thị hóa các miền nông thôn.
Tên gọi tiếng Ba Lan Ruś Czerwona (nghĩa là " Rus Đỏ") được sử dụng cho lãnh thổ trải rộng đến sông Dniester, tập trung tại Przemyśl (Peremyshl). Từ thời gian cai trị cùa Władysław Jagiełło (mất 1434) tỉnh Przemyśl được gọi là tỉnh Ruthenia (województwo ruskie), trung tâm là Lwów. Tỉnh gồm có năm khu vực: Lwów, Sanok, Halicz (Halych), Przemyśl (Peremyshl) và Chełm. Thị trấn Halych được dùng để đặt tên cho Galicia. Trong thập niên 1340, ảnh hưởng của Vương triều Ryurik kết thúc; hầu hết khu vực chuyển sang cho Kazimierz Vĩ đại, còn Kiev và nhà nước Volyn rơi vào quyền kiểm soát của Đại công quốc Litva. Khu vực thuộc Ba Lan được phân chia thành một số tỉnh, và một thời kỳ người Đức đông tiến và người Ba Lan định cư xen kẽ với người Ruthenia bắt đầu. Người Armenia và người Do Thái cũng di cư đến khu vực. Một số lâu đài được xây dựng vào thời gian này, và các thành phố Stanisławów (nay là Ivano-Frankivsk) và Krystynopol (nay là Chervonohrad) được hình thành.
Vào tháng 10 năm 1372, Władysław Opolczyk bị giáng làm bá tước hành cung. Mặc dù ông được giữ lại hầu hết các lâu đài và của cải của mình ở Hungary, nhưng ảnh hưởng chính trị của ông bị suy yếu. Để đền bù, Opolczyk được phong làm thống đốc Galicia của Hungary. Ở vị trí mới này, ông góp phần vào sự phát triển kinh tế của các vùng lãnh thổ được giao phó. Mặc dù Opolczyk chủ yếu cư trú tại Lwów, nhưng đến lúc cuối thời kỳ cai trị thì ông dành nhiều thời gian hơn ở Halicz. Xung đột nghiêm trọng duy nhất trong thời gian ông làm thống đốc đó là liên quan đến việc ông tiếp cận Giáo hội Chính thống Đông phương, điều này đã khiến các boyar Công giáo địa phương tức giận. Trong thời kỳ Ba Lan cai trị, 325 thị trấn được thành lập từ thế kỷ 14 đến nửa sau thế kỷ 17, hầu hết là trong thế kỷ 15 và 16 (lần lượt là 96 và 153).
Ruthenia là vùng đất phải chịu các cuộc xâm lấn lặp đi lặp lại từ người Tatar và Đế quốc Ottoman trong các thế kỷ 16 và 17 và chịu tác động từ Khởi nghĩa Khmelnytsky (1648–1654), Chiến tranh Nga-Ba Lan 1654–1667 và các cuộc xâm chiếm của Thụy Điển thời Đại hồng thủy (1655–1660); người Thụy Điển quay trở lại trong Đại chiến phương Bắc đầu thế kỷ 18. Ruthenia Đỏ bao gồm ba tỉnh: Ruthenia có thủ phủ là Lviv và các bộ phận là Lviv, Halych, Sanok, Przemyśl và  Chełm; tỉnh Bełz tách Lviv và Przemyśl khỏi phần còn lại của tỉnh Ruthenia; và tỉnh Podolia có thủ phủ tại Kamieniec Podolski.
Tỉnh Ruthenia
- Đất Chełm (Ziemia Chełmska), Chełm
  - Huyện Chełm, (Powiat Chełmski), Chełm
  - Huyện Ratno, (Powiat Ratneński), Ratno
- Đất Halych (Ziemia Halicka), Halicz
  - Huyện Halicz, (Powiat Halicki), Halicz
  - Huyện Kolomyja, (Powiat Kołomyjski), Kołomyja
  - Huyện Trembowla, (Powiat Trembowelski), Trembowla
- Đất Lwów (Ziemia Lwowska), Lwów
  - Huyện Lwów, (Powiat Lwowski), Lwów
  - Huyện Żydaczów, (Powiat Żydaczowski), Żydaczów
- Đất Przemyśl (Ziemia Przemyska), Przemyśl; Diện tích là 12.000 km2, và trong thế kỷ 17 được chia thành 5 phân vùng (hạt, powiaty).
  - Huyện Przemyśl (Powiat Przemyski), Przemyśl
  - Huyện Sambor, (Powiat Samborski), Sambor
  - Huyện Drohobycz, (Powiat Drohobycki), Drohobycz
  - Huyện Stryj, (Powiat Stryjski), Stryj
- Đất Sanok (Ziemia Sanocka), Sanok
  - Huyện Sanok (Powiat Sanocki), Sanok:

Tỉnh Bełz

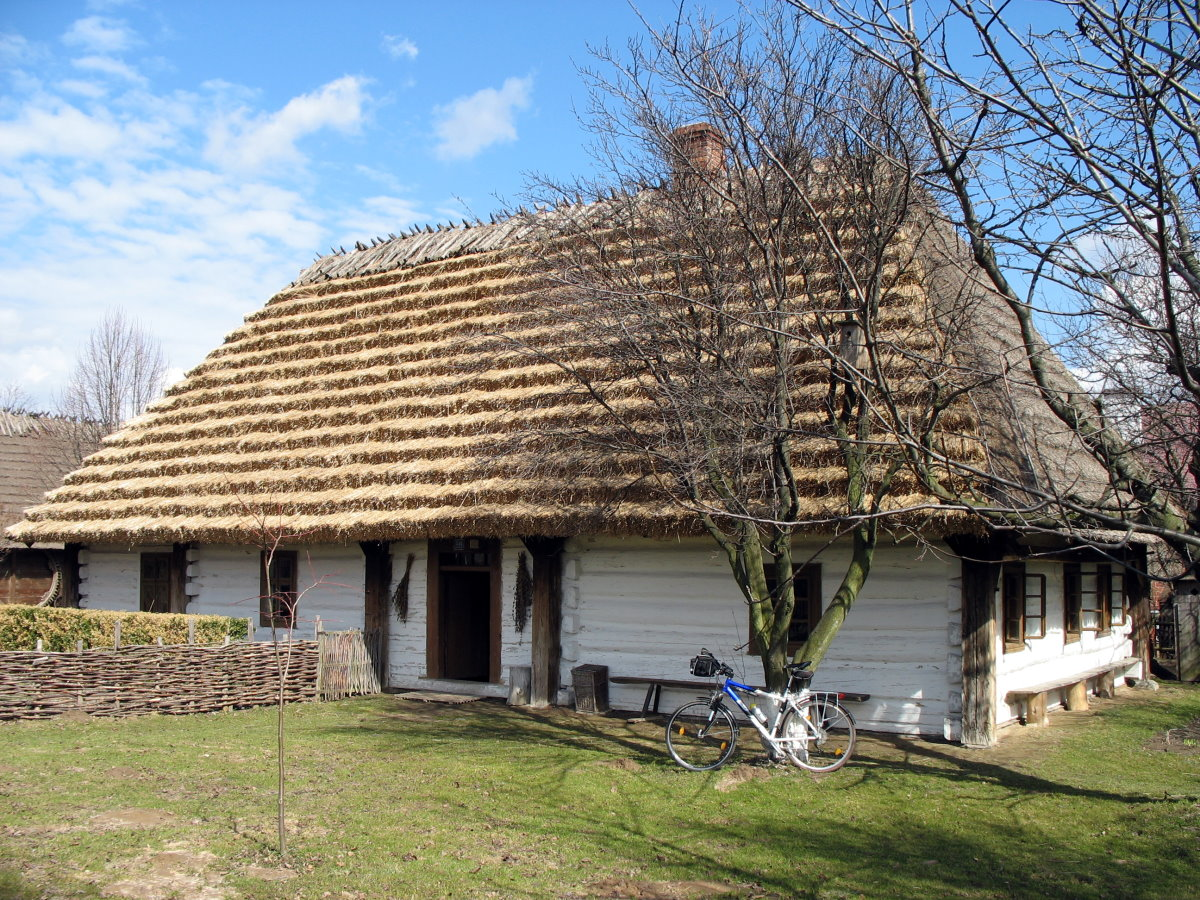
Làng Markowa, khoảng 150-200 km về phía đông nam của Kraków. Các ngôi nhà Thượng Lusatia thế kỷ 18 và 19 gợi lên những ngọn núi của Sachsen.

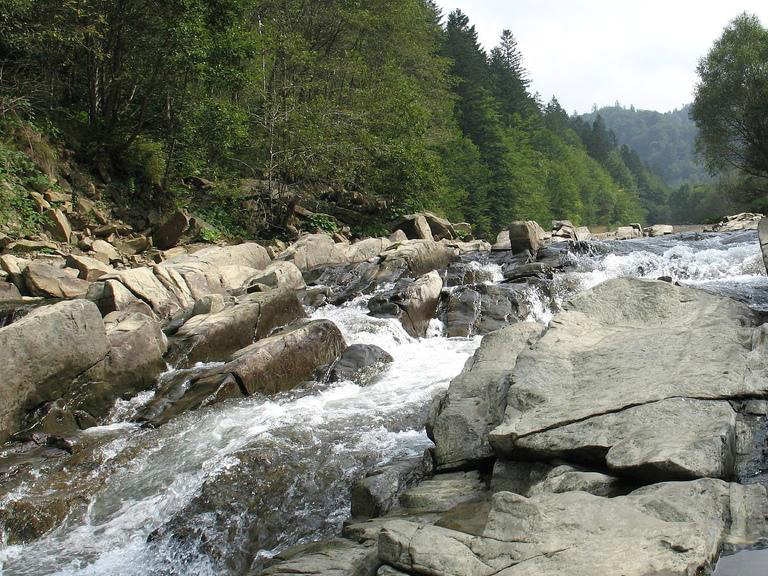
Dãy núi Bieszczady

- Huyện Belz, (Powiat Bełzski), Bełz
- Huyện Grabowiec, (Powiat Grabowiecki), Grabowiec
- Huyện Horodło, (Powiat Horodelski), Horodło
- Huyện Lubaczów, (Powiat Lubaczowski), Lubaczów
- Đất Busk, (Ziemia Buska), Busk

#### 1772 đến 1918
Ruthenia Đỏ (ngoại trừ Podolia) bị Đế quốc Áo chinh phục vào năm 1772 trong Phân chia Ba Lan lần thứ nhất, duy trì là bộ phận của đế quốc này cho đến năm 1918. Giữa Thế chiến I và II, khu vực thuộc về Cộng hòa Ba Lan thứ hai. Khu vực này hiện đang bị chia cắt, với phần phía tây thuộc miền đông nam Ba Lan (xung quanh Rzeszów, Przemyśl, Zamość và Chełm) và phần phía đông của nó (xung quanh Lviv) thuộc miền tây Ukraina.